# Система 12 люй
Система 12 люй (十二律, ши эр люй) — понятие в музыкальной теории традиционного Китая. Она представляет собой хроматический звукоряд из 12 ступеней, которые находятся в пределах октавы и которые построены на основе чистых квинтовых отношений. В Китае эта система имела общекультурное значение и рассматривалась как теоретическая основа для социального регулирования и обретения психической гармонии человека. Тоны 12-звучной системы связывались с циклами лунно-солнечного календаря, с месяцами года, знаками зодиака; четные тоны воплощали Землю (陰, инь), темное, пассивное начало, а нечетные — Небо (陽, ян), светлое, активное мужское начало. Система люй люй с её двенадцатью хроматическими полутонами являлась в большей степени акустической, а не ладовой основой древнекитайской музыки, так как из возможных двенадцати хроматических ступеней в пределах октавы музыкальная практика отбирала ступени лада, характерные для пентатонной системы музыкального мышления.

## Иероглиф 律
Иероглиф 律 (люй) буквально значит «правило», «устав». Применительно к музыкальной теории его можно перевести как «нормативный звук», «звуковысотный строй». Получается, что 12 люй есть система звуковысотных эталонов. Она имеет и другое название — люй люй (律呂). Иероглиф 呂 выступает труднопереводимым омонимом 律, он означает четные («иньские», женские) ступени звукоряда, а первый люй — нечетные («янские», мужские) ступени. Люй люй имела и материальное воплощение — набор из 12 трубок, похожих на флейты, закрытых на одном конце и иногда имеющих сбоку небольшую щель для вдувания воздуха. Акустически люй давал звукоряд: ре — ля — ми — си — фа-диез — до-диез — соль-диез — ре-диез — ля-диез — фа — до — соль.

## Люй-люй в литературе
Есть немало преданий, рассказывающих о поразительных качествах люй люй. В «Люй-ши чунь цю» (呂氏春秋, «Весны и осени господина Люя», III в. до н. э.) есть легенда, которая говорит, что 12 люй появились во времена императора Хуан-ди (2697—2597 гг. до н. э.). Он отдал приказ изготовить бамбуковые флейты (呂, люй) Лин Луню, своему музыкальному министру. Когда Лин Лунь взялся за дело, перед ним вдруг появилась пара божественных птиц — самец и самка фениксы (鳳凰, фэнхуан), которые пропели ему по 6 нот (6 женских и 6 мужских), состоящих в определённом порядке по отношению друг к другу. Таким образом Лин Лунь постиг устройство звукоряда и изготовил 12 флейт из бамбука, которые и составили основу музыкальной системы. Мерой длины данных трубок было выбрано зерно чёрного проса: первая трубка соответствовала 81 зерну, что так же стало мерой длины, веса и объёма. Затем Хуан-ди отдал указ отлить 12 колоколов с такими же тонами. Первый колокол назвали хуан чжун (黃鐘, «желтый колокол»), так как жёлтый цвет являлся символом императорской власти. В конце XX в. были найдены литофоны цин (磬) времен эпохи Шан-Инь, и по их настройке можно заключить, что система люй люй может быть настолько же древней. Первое упоминание о ней в литературе встречается в «Го юй» (國語, «Речи царств»), где система представлена в уже практически сложившемся виде (отрывок относится к 552 г. до н. э.). Из него можно узнать о принципах, по которым строится этот звукоряд.

## Структура
Все 12 люй вмещаются в диапазон октавы. Однако само октавное отношение не закрепляется в системе с помощью люй люй, в этом её отличие от европейской музыкальной теории. Октава в европейской гамме — это последняя ступень, являющаяся структурным повторением первой ступени. Подобное структурное повторение в хроматическом звукоряде происходит на 13-й, а не на 8-й ступени.
В системе двенадцати люй октавное соотношение лишь имеется в виду как некоторый неявный ограничитель. Предполагается, что ему мог бы соответствовать некий «13-й люй», хотя фактическое построение такого люй в этой системе не предусмотрено. Более того, его наличие совсем не является необходимым. Так как 12 люй — это, в первую очередь, система камертонов, и октавное соотношение получается довольно просто при настройке любых инструментов как удвоение частоты колебаний эталонной ноты.

## Названия интервалов
- 黄 钟 — Huáng Zhōng — тоника / унисон — 1: 1 —  прослушатьо файле
- 大 吕 — Dà Lǚ — полутон —  прослушатьо файле
- 太 簇 — Tài Cù — большая секунда —  прослушатьо файле
- 夹 钟 — Jiá Zhōng — малая терция —  прослушать " 'о файле
- 姑洗 — Gū Xiǎn — большая терция —  прослушать " 'о файле
- 中 吕 — Zhòng Lǚ — кварта —  прослушатьо файле
- 蕤 宾 — Ruí Bīn — тритон —  прослушатьо файле
- 林 钟 — Lín Zhōng — квинта — 3: 2 —  прослушатьо файле
- 夷 则 — Yí Zé — секста —  прослушать " 'о файле
- 南吕 — Nán Lǚ — Большая секста —  прослушать " 'о файле
- 无 射 — Wú Yì — малая септима —  прослушать " 'о файле
- 应 钟 — Yìng Zhōng — большая септима —  прослушать " 'о файле

- ступени, которые выходят за пределы системы люй люй из-за её незамкнутости; эти ступени окажутся несколько завышенными по сравнению с камертонными.

## Правила построения
В теории построения люй люй предполагалось, что после того как будет установлена высота основной ноты хуан чжун (黃鐘, «желтый колокол»), остальные будут определяться математически. В «Люй-ши чунь цю» уже есть четкое правило, по которому для того, чтобы получить требующуюся более высокую или более низкую ноту, флейту нужно либо укоротить, либо удлинить на одну треть её длины. При укорачивании флейты на треть получается тон, который звучит на квинту выше предыдущего, а при удлинении — ниже на кварту.
Система флейт-люй построена на чередовании укорачивания и удлинения на одну треть, это правило получило название сань фэнь сунь и («делить на три, убавить или прибавить»). Переход от одной ступени к другой в процессе их построения в «Люй-ши чунь цю» называется «порождением» (生, шэн), а в поздней традиции ещё и «взаимопорождением» (相生,сяншэн). Ступень хуан чжун (黃鐘) «рождает» ступень линь чжун (林鐘, «лесной колокол»), от неё «рождается» тай цу (太簇, «великий наконечник [стрелы]») и так до ступени чжун люй (仲呂, «срединная флейта»). «Рождение» с повышением тона называется ся шэн (下生, «рождение вниз»), а с понижением — шан шэн (上生, «рождение вверх»).
При выстраивании ступеней по высоте получается непрерывная полутоновая последовательность в пределах октавы. Причем в части от хуан чжуна до жуй биня (蕤賓, «склонившийся гость») находятся люй, «рожденные вверх», а в другой части, от линь чжуна до ин чжуна (應鐘, «откликающийся колокол»), — «рожденные вниз». Пять первых «по порождению» ступеней, отвечая законам построения по методу сань фэнь сунь и, обладают целыми численными значениями, а оставшиеся — дробными. Однако в «Хуайнань-цзы» (淮南子, «[Трактат] Учителя из Хуайнани») они округляются. Хотя погрешность округления оказалась не очень большой, но оно привело к тому, что численные выражения соответствующих ступеней, кроме одной, стали ближе к темперированному строю. Рассмотрение звукоряда люй люй, начинающегося с единицы, как при сравнении с темперированным строем, совершенно приемлемо для китайской теории. Точно так поступал Сыма Цянь, когда описывал люй люй в «Люй шу» (呂書, «Книга о [флейтах] люй»): "Способ создания звукоряда Хуан-чжун: для тонов, создаваемых путём снижения числа, удваивается числитель и утраивается знаменатель, [берется — 2/3]: для тонов, создаваемых путём увеличения числа, учетверяется числитель и утраивается знаменатель [предшествующего тона], то есть берется 4/3. Высший Размер равен 9, тон шан [дает трубку] размером в 8, тон юй в 7, тон цзюэ в 6, тон гун в.5 и тон чжи в 9 [цунь]. Устанавливая единую [систему] тонов и трубок в качестве метода исчисления, пользуются кратными девять и три. Когда числитель равен знаменателю, то получается длина первая, она дает размер в 9 цунь, что и называется «нотой гун в звукоряде Хуан-чжун». Поэтому и говорится, что звуки [гаммы] начинаются с тона гун и кончаются на тоне цзюэ; счет же начинается на цифре «один» и кончается на цифре «десять», образование тонов связано с цифрой «три». Однако описание теории 12 люй у Сыма Цяня противоречиво, китайские комментаторы уже обращали внимание на то, что историограф мог делать описки, а к ним ещё и добавлялись ошибки переписчика.
Изначальный звукоряд люй люй нетемперирован, то есть интервалы между соседними «по высоте» ступенями в нём не равны. Как уже говорилось выше, звукоряд люй люй является незамкнутым. Если продолжать квинтовый ход от 12-й ступени, то 13-я не сольется с октавой, а будет выше неё на небольшую, но теоретически значимую величину. Незамкнутость системы люй люй позволяла китайским музыкальным теоретикам строить более дробные системы тонов. Но эти системы не приобрели широкого распространения.